# Jurkič
Jurkič je priimek v Sloveniji, ki ga je po podatkih Statističnega urada Republike Slovenije na dan 1. januarja 2010 uporabljalo 5 oseb.

## Znani nosilci priimka
- Dalibor Jurkič (*1986), kolesar